# Rue Monrose
Pour les articles homonymes, voir Monrose.
La rue Monrose (en néerlandais : Monrosestraat) est une rue bruxelloise de la commune de Schaerbeek qui va de l'avenue Dailly à la rue de la Consolation en passant par la rue Eugène Smits et la rue Van Hammée.
Le nom de Monrose provient du quartier Mont-Rose mentionné sur un plan de 1880, mais personne ne connait l'origine de cette appellation. La rue Monrose a été ouverte en 1906.

## Adresses notables
- nos 33-35 : Ancien atelier du maître-verrier Jacques Colpaert, maison inscrite au registre du patrimoine protégé[1] en date du 18 décembre 1997.
- no 46 : Mulongo J., médecine générale.
- nos 47 et 51 : Maisons de style Art déco construites en 1928 sur les plans de l’architecte Hubert Eggerickx.
- no 58 : Ancienne maison de Camille Tihon, archiviste général du Royaume qui la fit  transformer avec exhausement des annexes et bibliothèque par l'architecte Léon van Dievoet en 1956.
- no 60 : Ensemble Nahandove, asbl.
- nos 80 et 82 : Maisons de style Art déco construites en 1928 sur les plans de l’architecte Hubert Eggerickx.

## Galerie de photos

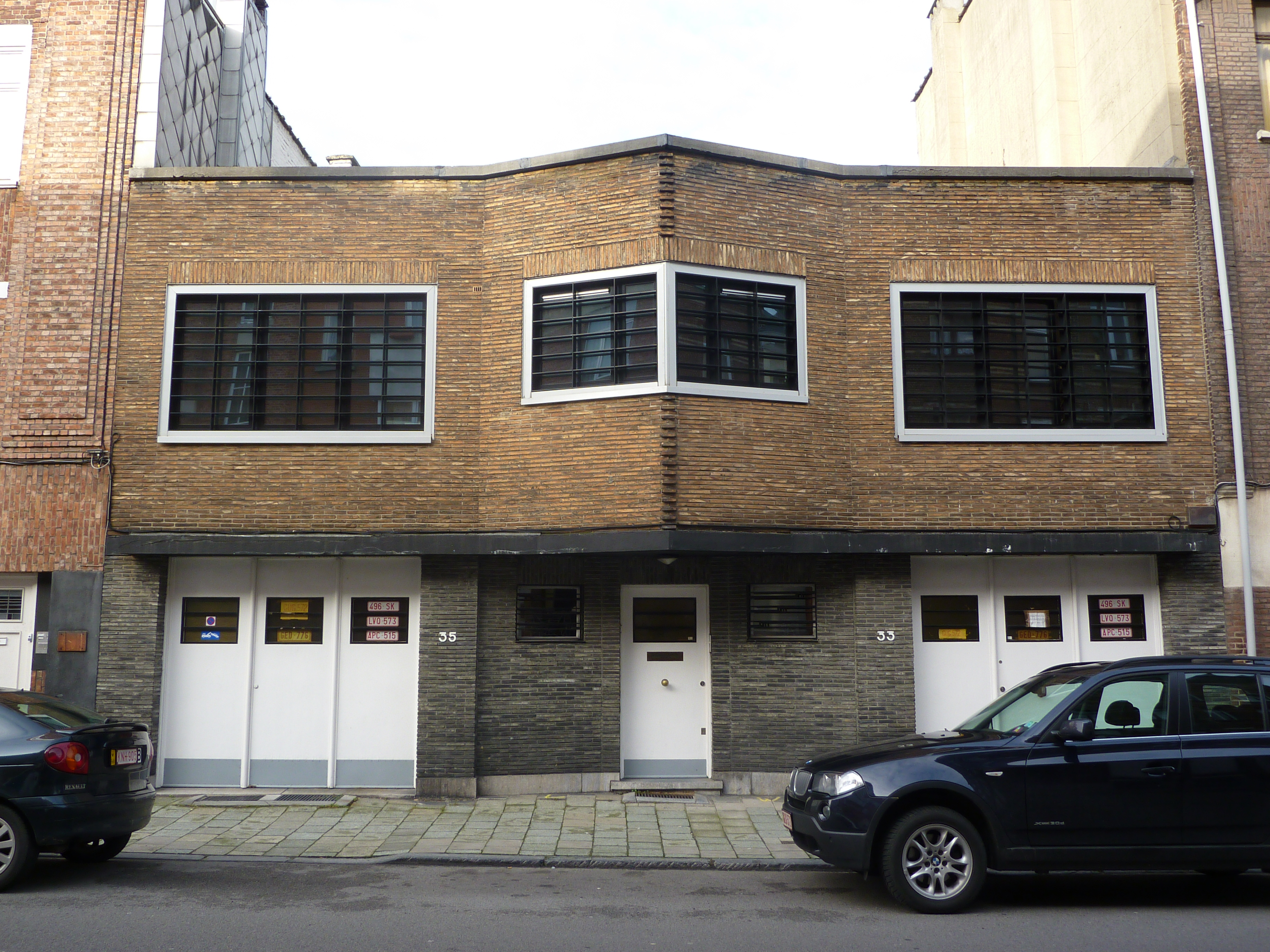
Rue Monrose nos 33-35
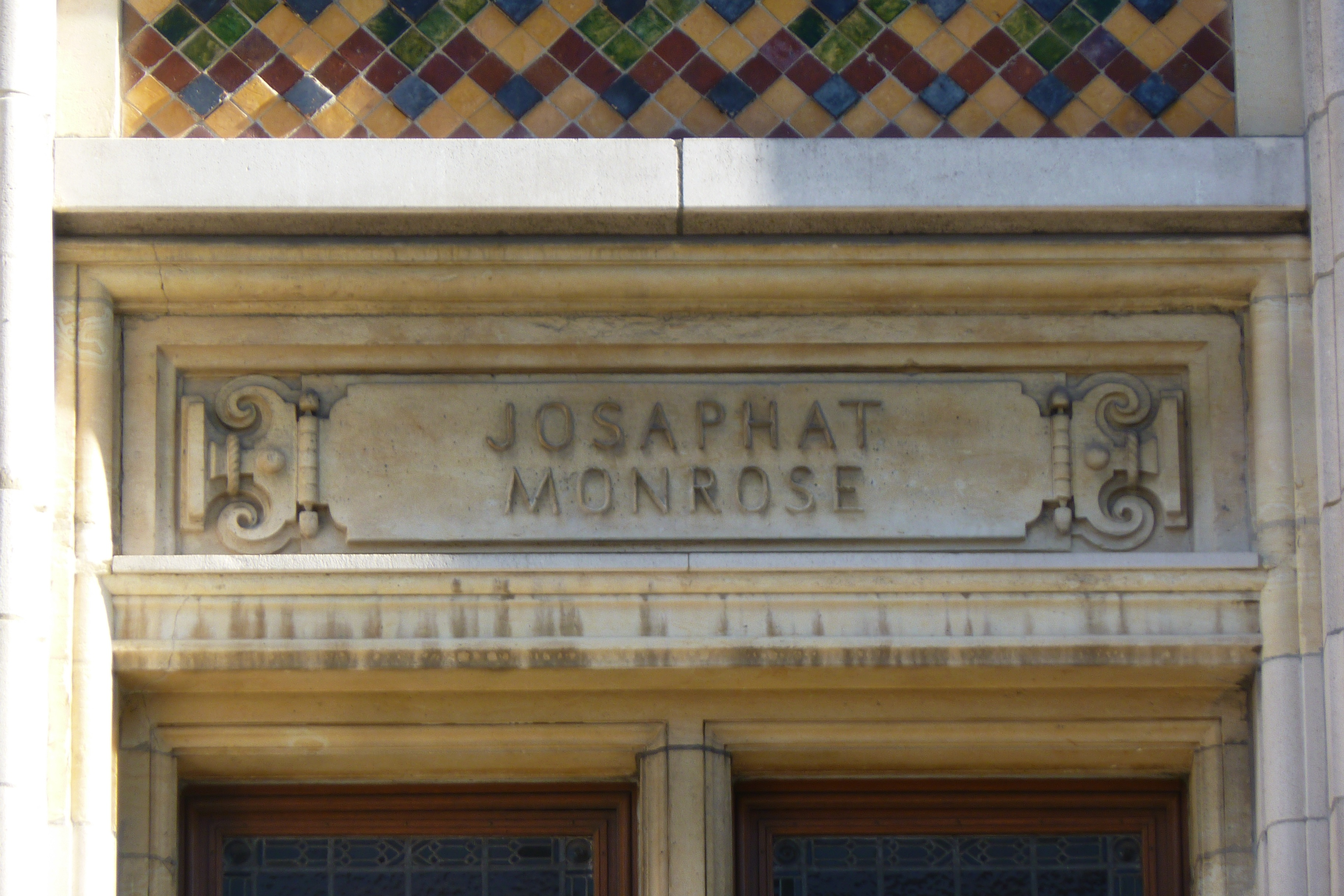
Noms des quartiers schaerbeekois sur la façade de l'Hôtel communal